# George Bellows
George Wesley Bellows (9. srpna 1882 Columbus – 8. ledna 1925 New York) byl americký realistický malíř, známý svými výraznými žánrovými scénami z newyorského života. Začal kreslit již v dětství, chtěl se však zprvu věnovat dráze sportovce. V letech 1901–1904 studoval na Ohijské státní univerzitě, přivydělával si jako ilustrátor a začal toužit po dráze malíře. Jeho učitelem malby se stal Robert Henri a roku 1906 Bellows a jeho spolužák Edwardem Keefem založili ateliér v New Yorku. První výstavu uspořádali roku 1908 a od té doby Bellowsova sláva rostla. Vedle umělecké tvorby se Bellows věnoval také výuce a levicovému sociálnímu aktivismu. Zemřel následkem zánětu slepého střeva.
George Bellows věrně zobrazoval surovost a zmatek života spodních tříd a satirizoval boháče. Významné jsou například scény z amatérských boxerských zápasů, v nichž se na temném pozadí odrážejí jasné a nahrubo kladené tahy štětcem znázorňující lidské postavy plné pohybu a cílevědomosti. Dále Bellows často maloval portréty, maríny, městské scenérie nebo pracující dělníky. Jeho mistrovská díla dnes mají značnou hodnotu, například roku 1999 koupil miliardář Bill Gates Bellowsův obraz Polo Crowd (Diváci póla, 1910) za 27,5 milionu dolarů.

## Externí odkazy

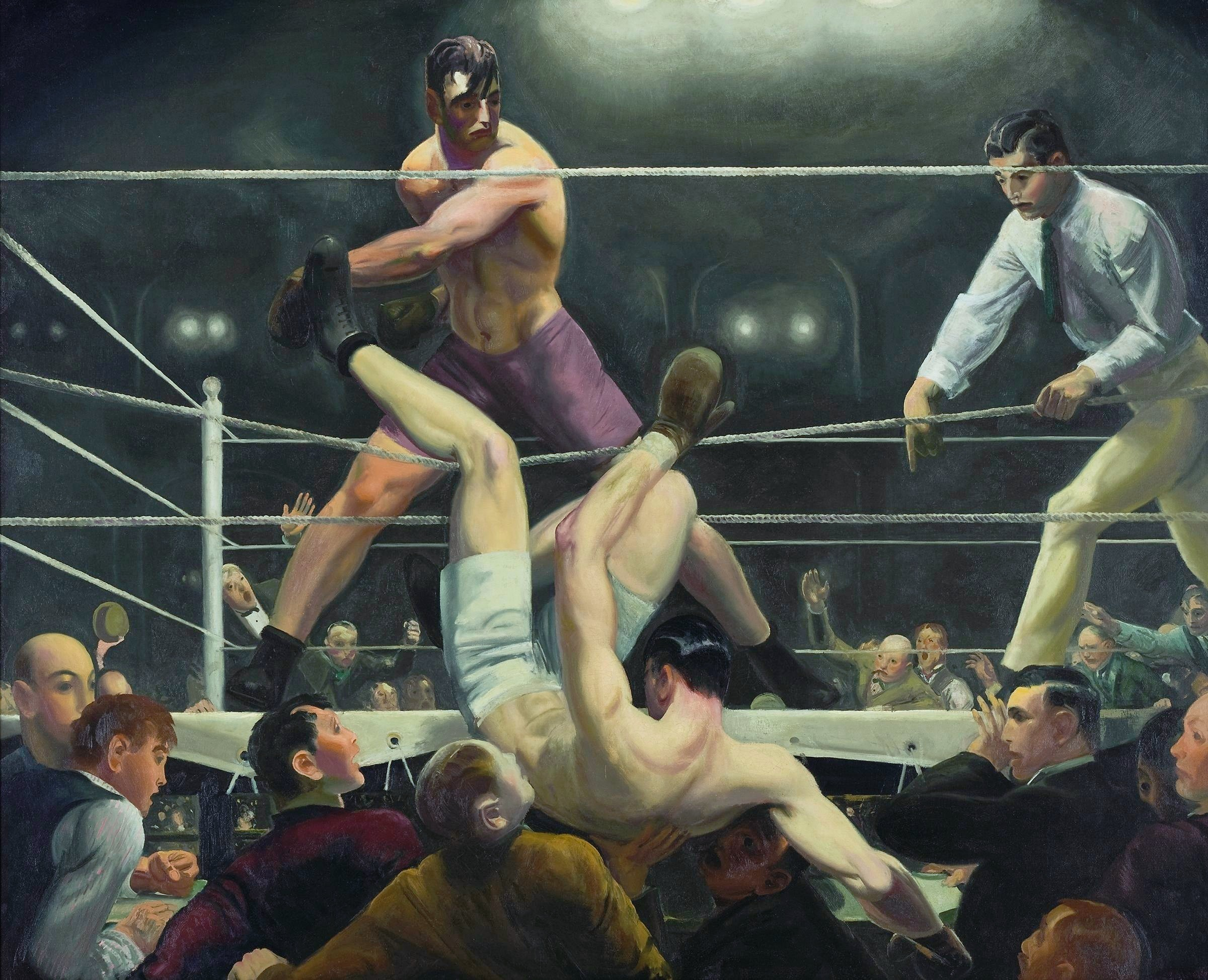
George Bellows: Dempsey a Firpo (1924)